# Сан-Фелипе-де-Пуэрто-Плата
Сан-Фелипе-де-Пуэрто-Плата (исп. San Felipe de Puerto Plata) — город и муниципалитет в Доминиканской Республике, столица провинции Пуэрто-Плата. Он граничит с муниципалитетами: Луперон, Имберт и Альтамира на западе, Вилья-Монтеллано и Сосуа на востоке, а также с провинциями Эспайльят и Сантьяго на юге. С севера он омывается водами Атлантического океана. Сан-Фелипе-де-Пуэрто-Плата расположен в 215 км от столицы страны Санто-Доминго.

## История
Основанный в 1502 году город Пуэрто-Плата, что переводится с испанского как «серебряный порт», обязан своим названием Христофору Колумбу, проплывавшего мимо и оценившего сверкающую на солнце удобную бухту. В течение последующего долгого периода город играл роль промежуточного пункта снабжения кораблей, курсирующих через океан, что делало его уязвимым для пиратских набегов.
В 1863 году, во время Войны за восстановление доминиканской независимости, город был полностью разрушен. Начиная с 1865 года начал отстраиваться современный Пуэрто-Плата, этим объясняется доминирующий ныне викторианский стиль городской архитектуры.

## Достопримечательности
- Форт Сан-Фелипе

## Известные уроженцы
- Грегорио Луперон (1839—1897), военный и политический деятель, президент Доминиканской Республики (1879—1880)
- Улиссес Эро (1845—1899), президент Доминиканской Республики (1882—1884; 1887—1889; 1889—1899)
- Карлос Фелипе Моралес (1868—1914), президент Доминиканской Республики (1903—1906)
- Эдуардо Брито (1906—1946), оперный певец
- Антонио Имберт Баррера (род. 1920), военный и политический деятель, президент Доминиканской Республики (1965)
- Эл Хорфорд (род. 1986), баскетболист, центровой клуба НБА «Атланта Хокс» с 2007 года